# Golfech
Golfech ist eine französische Gemeinde mit 1010 Einwohnern (Stand 1. Januar 2022) im Département Tarn-et-Garonne in der Region Okzitanien.

## Geografie
Golfech liegt an der Garonne, ihrem Zufluss Barguelonne, sowie am Canal latéral à la Garonne. Durch das Gemeindegebiet führen die Eisenbahnstrecke Bordeaux-Sète und die Route nationale 113 (Abschnitt Agen–Castelsarrasin). In der Nähe verläuft die Autobahn A 62 (Bordeaux–Toulouse).

## Wirtschaft

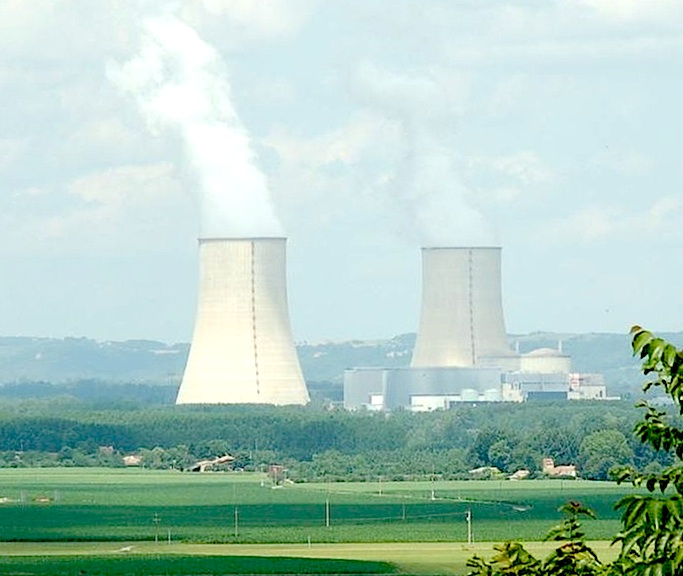
Kernkraftwerk Golfech

Golfech ist bekannt für das Kernkraftwerk Golfech mit zwei Druckwasserreaktoren von je ca. 1300 MW Leistung. Bedingt durch die Lage im Tal der Garonne, gehören die Kühltürme des Kraftwerks zu den höchsten Europas (178,5 m).

## Trivia
Der Energieüberschuss, der im Wasser des Kühlkreislaufes des Kraftwerks enthalten ist, wird für die Beheizung des Schwimmbades, des Altersheims und der Schule der Gemeinde genutzt.
Golfech ist auch bekannt für einen Fischweg (Fischtreppe) am Stauwehr des Nebenkanals der Garonne, der das Kernkraftwerk mit Kühlwasser versorgt.